# 希日尼基
49°51′1″N 27°25′12″E / 49.85028°N 27.42000°E
希日尼基（烏克蘭語：Хижники）是位於烏克蘭西部的村莊，由赫梅利尼茨基州裡赫梅利尼茨基區的舊康斯坦丁尼夫市鎮負責管轄。該村始建於1601年，面積1.41平方公里，海拔高度285米，2001年人口305，人口密度每平方公里216.9人。